# Средоселци
Средоселци (болг. Средоселци) — село в Болгарии. Находится в Разградской области, входит в общину Исперих. Население составляет 338 человек.

## Политическая ситуация
В местном кметстве Средоселци, в состав которого входит Средоселци, должность кмета (старосты) исполняет Сердан  Мехмед Мустафа (Движение за права и свободы (ДПС)) по результатам выборов правления кметства.
Кмет (мэр) общины Исперих — Адил Ахмед Решидов (Движение за права и свободы (ДПС)) по результатам выборов в правление общины.